# 멀리건
멀리건(mulligan)은 골프 용어 중의 하나이다. 최초의 티샷(test shot)이 잘못되었을 때, 벌타 없이 주어지는 세컨드 샷을 말한다. 실력차가 현격한 골퍼들과 경기를 치르며, 다시 칠 수 있는 기회를 달라고 요청한 멀리건이라는 사람의 이름에서 유래되었다.
대한민국에서는 몰간이라고도 부른다.